# Landkreis Ludwigsburg
Landkreis Ludwigsburg is een Landkreis in de Duitse deelstaat Baden-Württemberg. Op 31 december 2020 telde de Landkreis 544.971 inwoners op een oppervlakte van 686,82 km². Kreisstadt is de stad Ludwigsburg.

## Steden en gemeenten

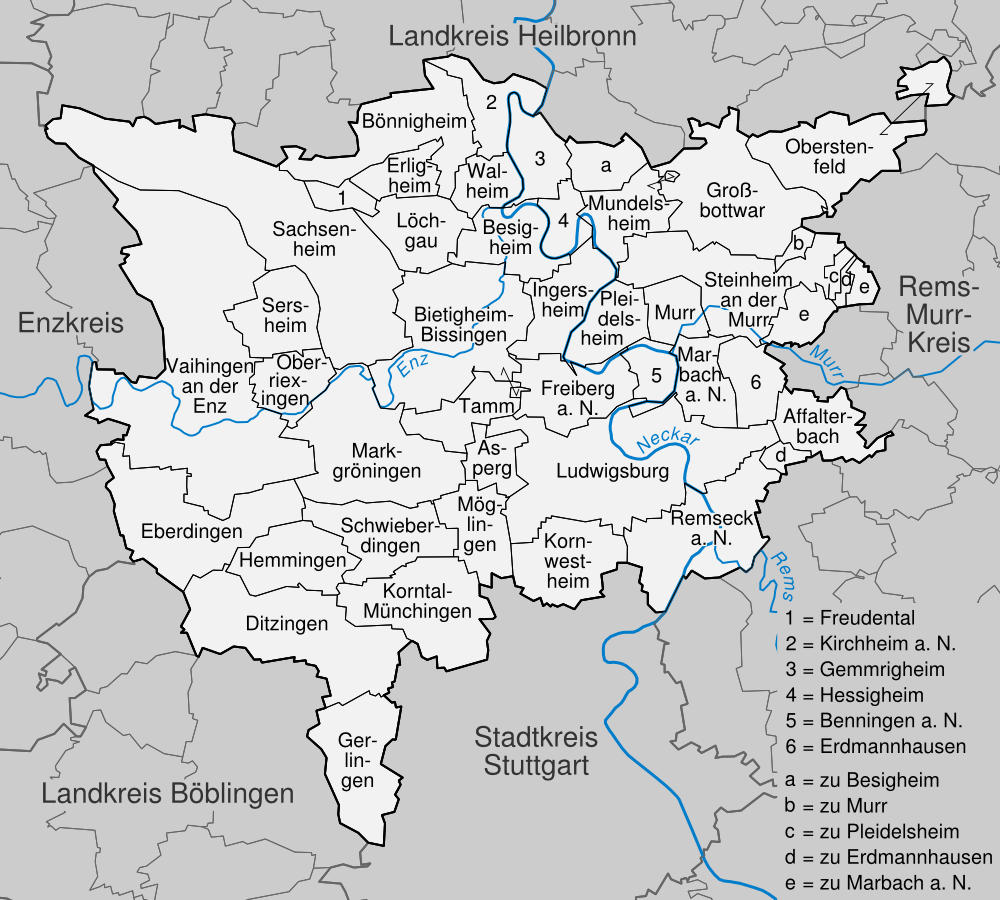

Steden
1. Asperg
2. Besigheim
3. Bietigheim-Bissingen
4. Bönnigheim
5. Ditzingen
6. Freiberg am Neckar
7. Gerlingen
8. Großbottwar
9. Korntal-Münchingen
10. Kornwestheim
11. Ludwigsburg
12. Marbach am Neckar
13. Markgröningen
14. Oberriexingen
15. Remseck am Neckar
16. Sachsenheim
17. Steinheim an der Murr
18. Vaihingen an der Enz

Overige gemeenten
1. Affalterbach
2. Benningen am Neckar
3. Eberdingen
4. Erdmannhausen
5. Erligheim
6. Freudental
7. Gemmrigheim
8. Hemmingen
9. Hessigheim
10. Ingersheim
11. Kirchheim am Neckar
12. Löchgau
13. Möglingen
14. Mundelsheim
15. Murr
16. Oberstenfeld
17. Pleidelsheim
18. Schwieberdingen
19. Sersheim
20. Tamm
21. Walheim

Alb-Donau-Kreis · Baden-Baden · Biberach · Bodenseekreis · Böblingen · Breisgau-Hochschwarzwald · Calw · Emmendingen · Enzkreis · Esslingen · Freiburg im Breisgau · Freudenstadt · Göppingen · Heidelberg · Heidenheim · Heilbronn (stad) · Landkreis Heilbronn · Hohenlohe · Karlsruhe (stad) · Landkreis Karlsruhe · Konstanz · Lörrach · Ludwigsburg · Main-Tauber-Kreis  · Mannheim · Neckar-Odenwald-Kreis · Ortenaukreis · Ostalbkreis · Pforzheim · Rastatt · Ravensburg · Rems-Murr-Kreis · Reutlingen · Rhein-Neckar-Kreis · Rottweil · Schwäbisch Hall · Schwarzwald-Baar-Kreis · Sigmaringen · Stuttgart · Tübingen · Tuttlingen · Ulm · Waldshut · Zollernalbkreis
Affalterbach · 
Asperg · 
Benningen am Neckar ·
Besigheim · 
Bietigheim-Bissingen · 
Bönnigheim · 
Ditzingen ·
Eberdingen · 
Erdmannhausen · 
Erligheim · 
Freiberg am Neckar ·
Freudental · 
Gemmrigheim · 
Gerlingen · 
Großbottwar ·
Hemmingen · 
Hessigheim · 
Ingersheim ·
Kirchheim am Neckar · 
Korntal-Münchingen · 
Kornwestheim ·
Löchgau · 
Ludwigsburg ·
Marbach am Neckar · 
Markgröningen · 
Möglingen ·
Mundelsheim · 
Murr · 
Oberriexingen ·
Oberstenfeld · 
Pleidelsheim · 
Remseck am Neckar ·
Sachsenheim · 
Schwieberdingen · 
Sersheim ·
Steinheim an der Murr · 
Tamm · 
Vaihingen an der Enz · 
Walheim